# Trois études d'ethnologie kabyle
Trois études d’ethnologie kabyle est un livre du sociologue français Pierre Bourdieu paru en 1972.